# Kościół św. Filipa z Agiry w Żebbuġ
Kościół świętego Filipa z Agiry (malt. Knisja ta' San Filippu t' Aġġira, ang. Church of St Philip of Agira) – rzymskokatolicki kościół parafialny w miejscowości Ħaż-Żebbuġ na Malcie.

## Historia

### Pierwszy kościół
Pierwszy kościół został zbudowany w 1380 na ziemi należącej do Filippo de Catania, „il-Kataniż”, sycylijskiego przedsiębiorcy, który również sfinansował samą budowę. Teren ten leżał pomiędzy trzema małymi osadami, znanymi jako Ħal Muxi, Ħal Dwin i Ħal Mula. Z biegiem czasu osady te scaliły się do kształtu dzisiejszego Ħaż-Żebbuġ. Budowa tej średniowiecznej świątyni została ukończona w 1412. W pierwszej połowie XV wieku kościół miał już status parafialnego, w 1436 wymieniony został przez biskupa Senatore de Mello jako jeden z 12 kościołów parafialnych na Malcie.

### Kościół dzisiejszy
Po Wielkim Oblężeniu mieszkańcy Żebbuġ uznali, że należy zbudować większy kościół, który zastąpiłby, już za małą, dotychczasową świątynię. Aktualnie istniejący kościół zbudowany został w latach 1599–1632 do planów przypisywanych Vittorio Cassarowi; w 1660 został powiększony przez architekta Tommaso Dingli. Mówi się, że ten sam architekt pracował nad rzeźbą stalli. Nowy kościół został poświęcony 13 maja 1729. W 1913 dodane zostały nawy boczne.

## Fasada kościoła
Kościół ma dwuwieżową, wielopoziomową fasadę, ograniczoną dwoma dzwonnicami.

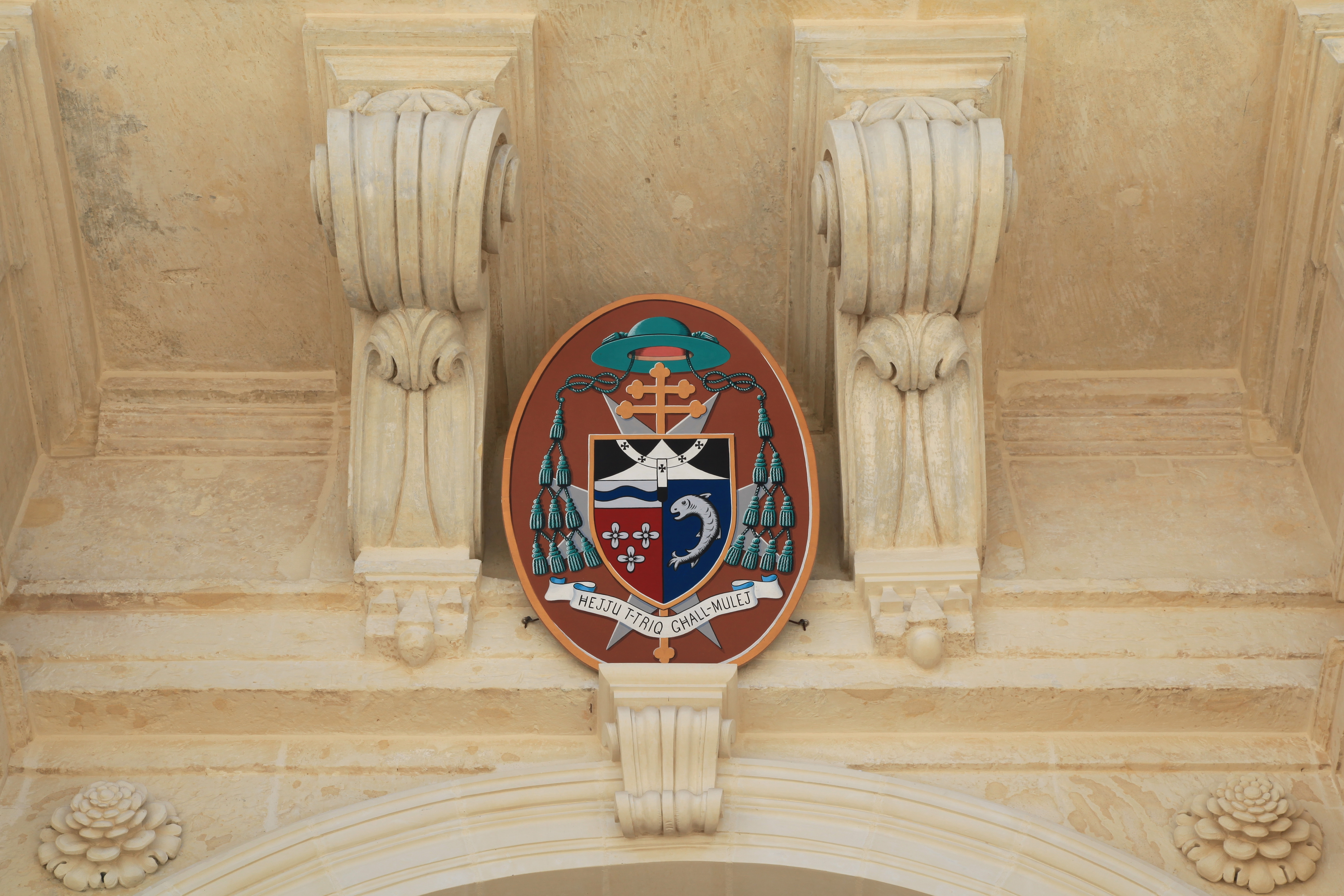
Detal fasady: esownice podtrzymujące balkon.

Niższa część elewacji, uważana za najstarszą, ma serię płaskich toskańskich pilastrów, które dzielą całą konstrukcję na trzy przęsła. Dwa boczne mają prostokątne otwory drzwiowe, zamknięte zaokrąglonym frontonem i niszą z naturalnej wielkości figurą. Na drugim poziomie układ nisz się powtarza, kończąc się szeroką prostą entablaturą. Ponad wszystkim górują dwie kwadratowe dzwonnice.

Środkowa zatoka koncentruje uwagę patrzącego. Zawiera balkon z balustradą,
który jest podtrzymywany przez dwie okrągłe kolumny i dwie esownice. Zatoka zwieńczona jest przerywanym frontonem i krzyżem.

## Dzieła sztuki
Tytularna figura św. Filipa z Agiry wykonana jest ze srebra. W 1860 mieszkańcy Żebbuġ rozpoczęli zbiórkę pieniędzy, przeznaczonych na jej zakupienie. Zebrana suma była tak duża, że zdecydowano wykonać statuę pokrytą srebrem, a nie, jak zazwyczaj bywało, jedynie drewnianą. Wykonawcą figury był Luigi Fontana, który ukończył ją w 1864, a którą następnie przewieziono została do Watykanu, gdzie została przedstawiona papieżowi Piusowi IX, i przez niego poświęcona. Statua określana jest przez znawców jako najładniejsza w swoim rodzaju na Malcie. 18 października 2013 rozpoczęto gruntowną renowację figury. Prace zakończone zostały 25 kwietnia 2014, i dziś, przywrócona do pierwotnej świetności, zajmuje właściwe jej miejsce w świątyni.
W kościele znajdują się również wspaniałe malowidła. Luca Garnier jest wykonawcą tytularnego obrazu, umieszczonego nad ołtarzem głównym. Przedstawia on św. Filipa z Agiry dokonującego cudu nad opętanym człowiekiem. Dwa wspaniałe murale, autorstwa Francesco Zahry, XVIII-wiecznego artysty ze szkoły Favraya, określane przez krytyków jako jego najlepsze prace, zdobią też ściany świątyni. Wśród innych prac znajdują się dzieła Guido Reniego oraz Antonio Sciortino, pochodzącego z Żebbuġ.

## Święto patronalne
Święto patrona kościoła obchodzone jest w drugą niedzielę czerwca, choć w kalendarzu liturgicznym przypada 12 maja. Dużą atrakcją festynu są pokazy fajerwerków, jak również procesja ze statuą oraz orkiestry dęte, grające wesołe marsze.

## Ochrona dziedzictwa kulturowego
Kościół umieszczony jest na liście National Inventory of the Cultural Property of the Maltese Islands (NICPMI) pod nr 2224.